# 장암역
장암역(長岩驛, Jangam station)은 대한민국 경기도 의정부시 장암동에 있는 서울 지하철 7호선의 전철역이자 종착역이다. 이 역부터 도봉산역까지 지상 구간이다. 이 역부터 온수역까지 서울교통공사 구간이자 서울특별시 구간이다. 심야에 1편성이 주박한다.

## 역사
- 1993년 8월 6일: 서울 지하철 7호선 도봉차량사업소 내 단선 간이역인 장암역 신설 결정[3]
- 1996년 10월 11일: 서울 지하철 7호선 장암~건대입구 구간 개통과 함께 종착역으로 영업 개시
- 2027년 12월: 서울 지하철 7호선 장암~고읍 구간 길이 연장 개통과 함께 예정 및 중간역 전환

## 개요
과거에는 도봉차량사업소 외에는 특별히 연계되는 시설이 없었으며, 인근에 쓰레기 처리장까지 있는 등의 이유로 이 역을 이용하기가 어려웠다. 그러다가 2009년 12월 10일에 의정부시청에서 장암역 환승주차장을 설치했으며,, 이후에는 출구 바로 앞에 서울방향 시내버스 정류장이 설치되었다. 도봉산역 종착 열차가 거의 대부분이고, 1면 1선의 단선 승강장이기 때문에 이 역으로 들어오는 열차가 적다. 이 역에서 출발하는 온수행은 평일 38회와 주말 36회 운행하며, 석남행은 평일 40회와 주말 27회 운행한다. 심야에 서울 지하철 7호선 1편성이 주박한다. 서울 지하철 7호선 상행선(장암 방향) 대부분이 도봉산행인 탓에, 이 역은 배차간격이 매우 길다. 이 역은 일평균 이용객이 서울 지하철 7호선 중 가장 적으며, 서울 지하철 7호선에 소속된 역 중 유일무이하게 일평균 이용객이 5,000명을 밑도는 역이다.

## 배선도
도봉산역, 장암역, 도봉차량사업소의 배선도는 다음과 같다.

## 역 구조
출입구는 1개다.

### 승강장
1면 2선의 단선 승강장을 갖춘 지상역이며, 난간형 스크린도어가 설치돼 있다.
| 탑석 ↑   |
| 하상 \|  |
| ↓ 도봉산 |

| ● 서울 지하철 7호선 | 고읍역 방면 도봉산·노원·상봉(한국열린사이버대학교)·강남구청·온수(성공회대입구)·석남(거북시장) 방면 |

## 이용객 변동
| 노선  | 노선    | 일평균 인원수 (명/일) | 일평균 인원수 (명/일) | 일평균 인원수 (명/일) | 일평균 인원수 (명/일) | 일평균 인원수 (명/일) | 일평균 인원수 (명/일) | 일평균 인원수 (명/일) | 일평균 인원수 (명/일) | 일평균 인원수 (명/일) | 일평균 인원수 (명/일) | 각주  |
| 노선  | 노선    | 2000년                | 2001년                | 2002년                | 2003년                | 2004년                | 2005년                | 2006년                | 2007년                | 2008년                | 2009년                | 각주  |
| ----- | ------- | --------------------- | --------------------- | --------------------- | --------------------- | --------------------- | --------------------- | --------------------- | --------------------- | --------------------- | --------------------- | ----- |
| 7호선 | 승차    | 601                   | 831                   | 1,134                 | 1,201                 | 1,419                 | 1,518                 | 1,658                 | 1,541                 | 1,556                 | 1,516                 | [ 6 ] |
| 7호선 | 하차    | 456                   | 531                   | 605                   | 660                   | 736                   | 786                   | 807                   | 711                   | 693                   | 714                   | [ 6 ] |
| 7호선 | 승·하차 | 1,057                 | 1,362                 | 1,739                 | 1,862                 | 2,155                 | 2,304                 | 2,464                 | 2,251                 | 2,249                 | 2,230                 | [ 6 ] |
| 노선  | 노선    | 2010년                | 2011년                | 2012년                | 2013년                | 2014년                | 2015년                | 2016년                | 2017년                |                       |                       | [ 6 ] |
| 7호선 | 승차    | 2,102                 | 2,327                 | 2,430                 | 2,820                 | 2,782                 | 2,703                 | 2,685                 | 2,524                 |                       |                       | [ 6 ] |
| 7호선 | 하차    | 860                   | 915                   | 965                   | 1,060                 | 1,078                 | 1,082                 | 1,086                 | 1,031                 |                       |                       | [ 6 ] |
| 7호선 | 승·하차 | 2,962                 | 3,242                 | 3,395                 | 3,880                 | 3,860                 | 3,785                 | 3,772                 | 3,555                 |                       |                       | [ 6 ] |

## 사진

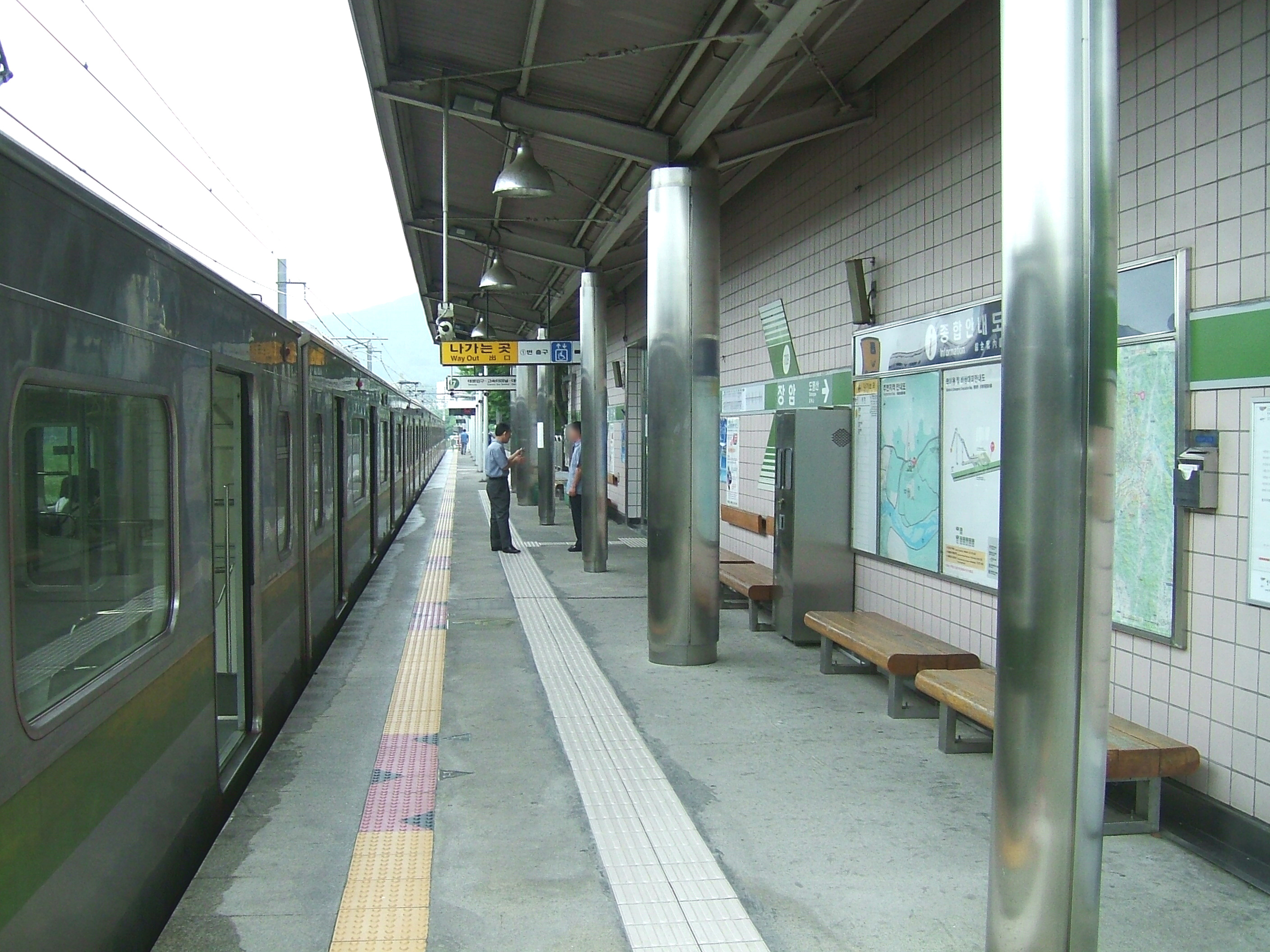
온수 방향 승강장(스크린도어 설치·부평구청역~온수역 구간 추가 개통 전, 서울특별시 도시철도공사 시절)
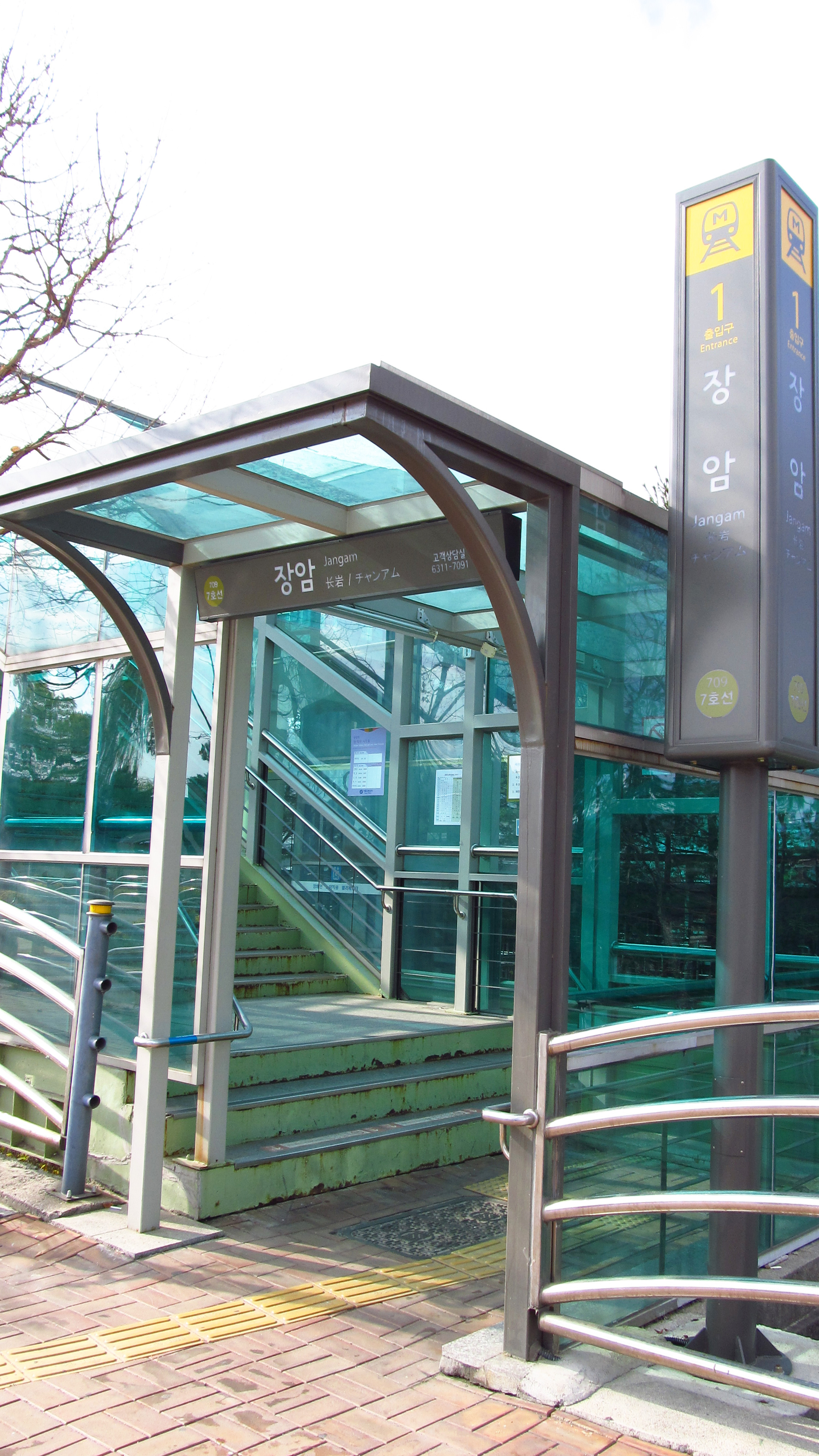
1번 출입구
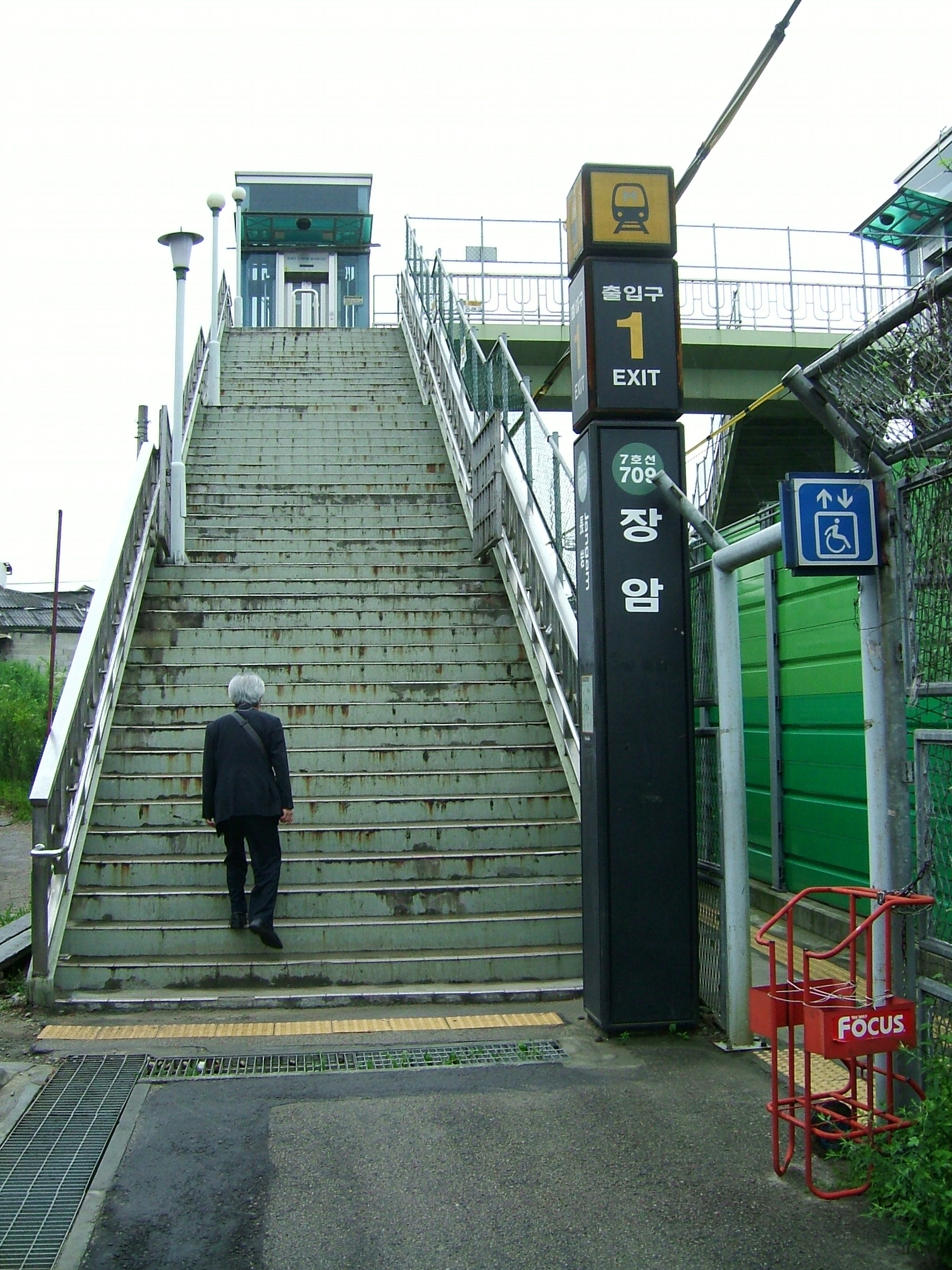
1번 출입구(공사 전, 서울특별시 도시철도공사 시절)
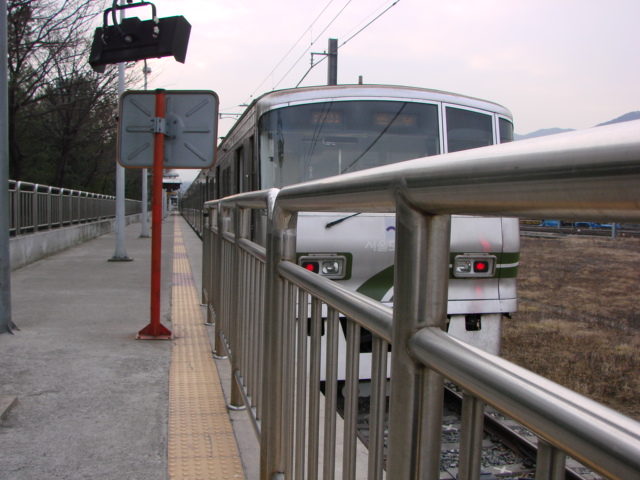
온수 방향 승강장(스크린도어 설치·부평구청역~온수역 구간 추가 개통 전, 서울특별시 도시철도공사 시절)
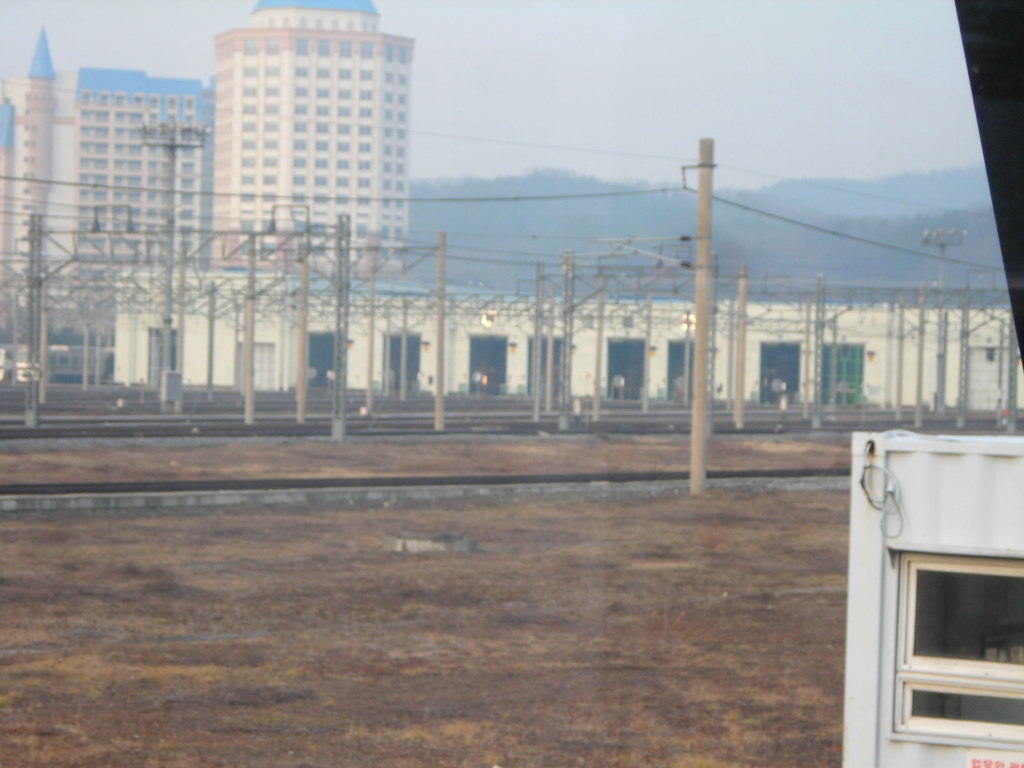
도봉차량사업소
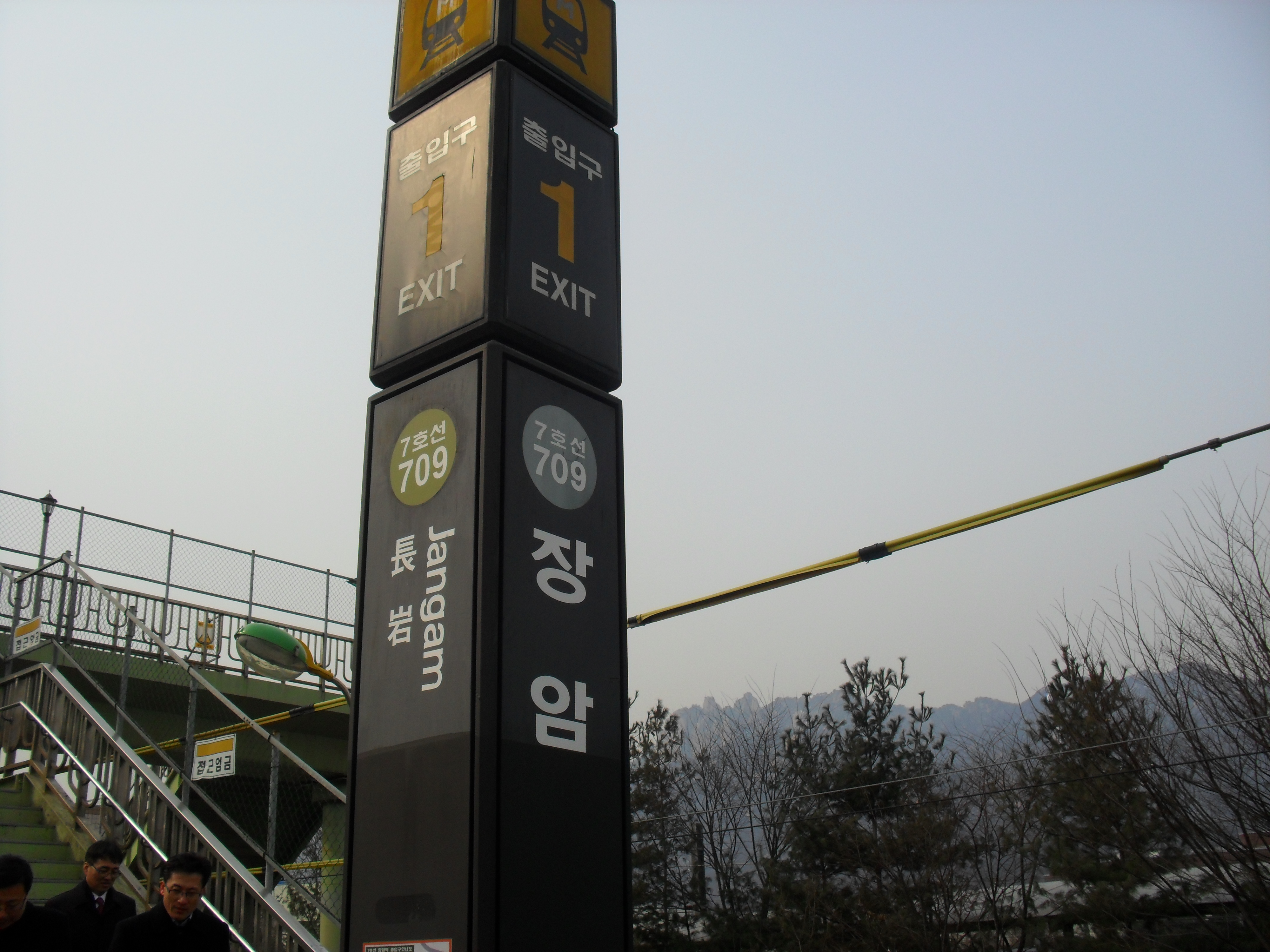
1번 출입구 폴사인(서울특별시 도시철도공사 시절)

## 인접한 역
| 서울 지하철 7호선  | 서울 지하철 7호선   | 서울 지하철 7호선    |
| ------------------ | ------------------- | -------------------- |
| 708 탑석 고읍 방면 | ● 서울 지하철 7호선 | 710 도봉산 석남 방면 |